# Дзаваллоне, Паоло
Паоло Дзаваллоне (итал. Paolo Zavallone; 29 августа 1932, Риччоне, Эмилия-Романья — 20 июня 2023, Болонья) — итальянский певец и композитор, ставший популярным под псевдонимом El Pasador в середине 1970-х годов.

## Биография
Музыкальную деятельность Паоло начал в 1950-х годах, играя в оркестровой группе Alternovas, которая аккомпанировала Фреду Бускальоне.
В 1960-х годах Паоло дебютирует как сольный певец. Он подписывает контракт с Dischi Ricordi. В 1964 году Паоло подписывает контракт с Italian Yank, на котором в 1965 году выходит его первый сингл Surf dell’amore/Non mandarmi. Помимо сольного творчества Паоло пишет песни и для других исполнителей, в том числе он участвует в написании композиции Le Notti Lunghe для Адриано Челентано, которая войдёт в его пластинку Sabato Triste и альбом Non mi dir.
После десятилетнего перерыва Дзаваллоне возвращается на сцену под псевдонимом El Pasador. Изюминкой музыканта становятся характерный низкий голос и усы шофёра грузовика. В 1975 году выходит первый студийный альбом Madrugada на лейбле Polaris, также был выпущен одноимённый сингл. Успех ждёт музыканта в 1976 году, когда выходит его пластинка Amazonas/ Il Meglio De El Pasador. Выпущенные синглами Non Stop и Amada Mia, Amore Mio становятся национальными хитами.
В 1978 году выходит сингл Mucho Mucho, вторая композиция с которого становится наравне с Amada Mia, Amore Mio визитной карточкой музыканта. В 1980 году Паоло снимается в молодёжном фильме-опере «Облом!» режиссёра Франко Абусси, к которому также написал музыку.
В 1982 году, после серии менее успешных синглов, Паоло прекращает активную музыкальную деятельность. В том же году он начинает вести телепрограмму Papà ha la bua, в которой также участвует его одиннадцатилетняя дочь Кристина. Помимо этого, Паоло засветился в телепередаче  Ci pensiamo lunedì  в качестве дирижёра оркестра. В 1987—1988 годы вёл музыкальную передачу Porto Matto.
Скончался 20 июня 2023 года на 91-м году жизни.

## Дискография

### Синглы
| Год  | Сторона А                 | Сторона В                       | Лейбл                | Номер     | Псевдоним       |
| ---- | ------------------------- | ------------------------------- | -------------------- | --------- | --------------- |
| 1962 | Cuando Calienta El Sol    | Solo un’ora (Cha cha delle ore) | Club                 | CLS 7     | Paolo Zavallone |
| 1962 | Jingle Bells Twist        | Il Vagabondo                    | Club                 | CLS 8     | Paolo Zavallone |
| 1962 | Daniela                   | Moliendo Café                   | Club                 | CLS 9     | Paolo Zavallone |
| 1962 | Tango italiano            | Quando Quando Quando            | Club                 | CLS 10    | Paolo Zavallone |
| 1963 | Lacrime Di Una Tromba     | Gina                            | Club                 | CLS 18    | Paolo Zavallone |
| 1965 | Surf Dell’Amore           | Non mandarmi via                | Italian Yank         | IY 10002  | Paolo Zavallone |
| 1975 | Madrugada                 | Ritratto Di Luisa               | Polaris/ New Polaris | FK 26     | El Pasador      |
| 1976 | Amazonas                  | Tu Amor                         | Polaris/ New Polaris | FK 33     | El Pasador      |
| 1977 | Amada Mia, Amore Mio      | Una Rosa                        | Polaris/ New Polaris | FK 44     | El Pasador      |
| 1977 | Non Stop                  | For Piano In Sol                | Polaris/ New Polaris | FK 49     | El Pasador      |
| 1978 | Jeans Flower              | Lo E Te                         | Polaris/ New Polaris | FK 51     | Paolo Zavallone |
| 1978 | Mucho Mucho               | Bamba — Dabam                   | Polaris/ New Polaris | FK 52     | El Pasador      |
| 1978 | La Sberla                 | Rock Traumatologico             | Polaris/ New Polaris | FK 54     | El Pasador      |
| 1979 | Kilimangiaro              | Senorita C’est La Vie           | Polaris/ New Polaris | FK 57     | El Pasador      |
| 1980 | Good Bye Amore I Love You | Toca… Toca…                     | Polaris/ New Polaris | FK 65     | El Pasador      |
| 1980 | Sbamm                     | Ragdo                           | Durium               | LDAI-8096 | El Pasador      |
| 1981 | Mexico                    | Maraja                          | Fontana Records      | 6025 283  | El Pasador      |
| 1981 | Papà Ha La Bua            | Mettiti La Maglia               | Fontana Records      | 6025 286  | El Pasador      |

Композицию Papà Ha La Bua (пластинка El Pasador e Cristina Zavallone) исполняют отец и дочь.

### Студийные альбомы
| Год  | Название            | Лейбл    | Номер      | Псевдоним       |
| ---- | ------------------- | -------- | ---------- | --------------- |
| 1974 | Cocktail Di Stili   | Broadway | BW 13070   | Paolo Zavallone |
| 1975 | Madrugada           | Polaris  | POL/BP 716 | El Pasador      |
| 1976 | Amazonas            | Polaris  | POL/BP 719 | El Pasador      |
| 1978 | Amada Mia Amore Mio | Philips  |            | El Pasador      |